# 太良池

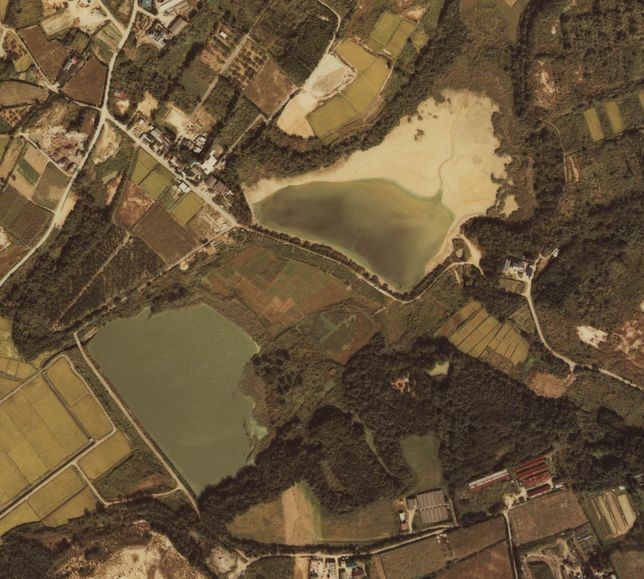
1982年（昭和57年）度に撮影された写真右上にあるのが「太良上池」、左下側にあるのが「太良下池」。

太良池（だいらいけ）は、愛知県小牧市にある農業用のため池である。

## 概要
この池は全部で2つあり、北側の池は「太良上池（だいらかみいけ）」、南側の池は「太良下池（だいらしもいけ）」と呼ばれている。
上池の面積は59,531 m2、下池の面積が42,877 m2。いずれも同市内最大級のため池である。下池に貯められた水は、八田川の源流ともなっている。

## 大草のマメナシ自生地
近年池の北側に、希少な絶滅危惧種のマメナシの自生地が確認されている。2010年（平成22年）3月26日に同地が、「大草のマメナシ自生地」として愛知県の天然記念物に指定された。また現在地元住人の手によって、同地の風致公園化が進められている。

## 太良まめなしの里
池の周辺が整備され、「太良まめなしの里」として2024年（令和6年）4月1日から供用開始。
遊具はなく、広場や散策路がメインの風致公園・親水公園となっている。バードウォッチングを楽しむこともできる。

## その他
ブラックバスなどの魚が放流されており、釣り場としても知られている。

## 所在地
- 愛知県小牧市大字大草地内

## 周辺
- 愛知文教大学
- エースベーカリー 小牧工場
- くりの木ランチ
- エコハウス小牧

## 関連画像

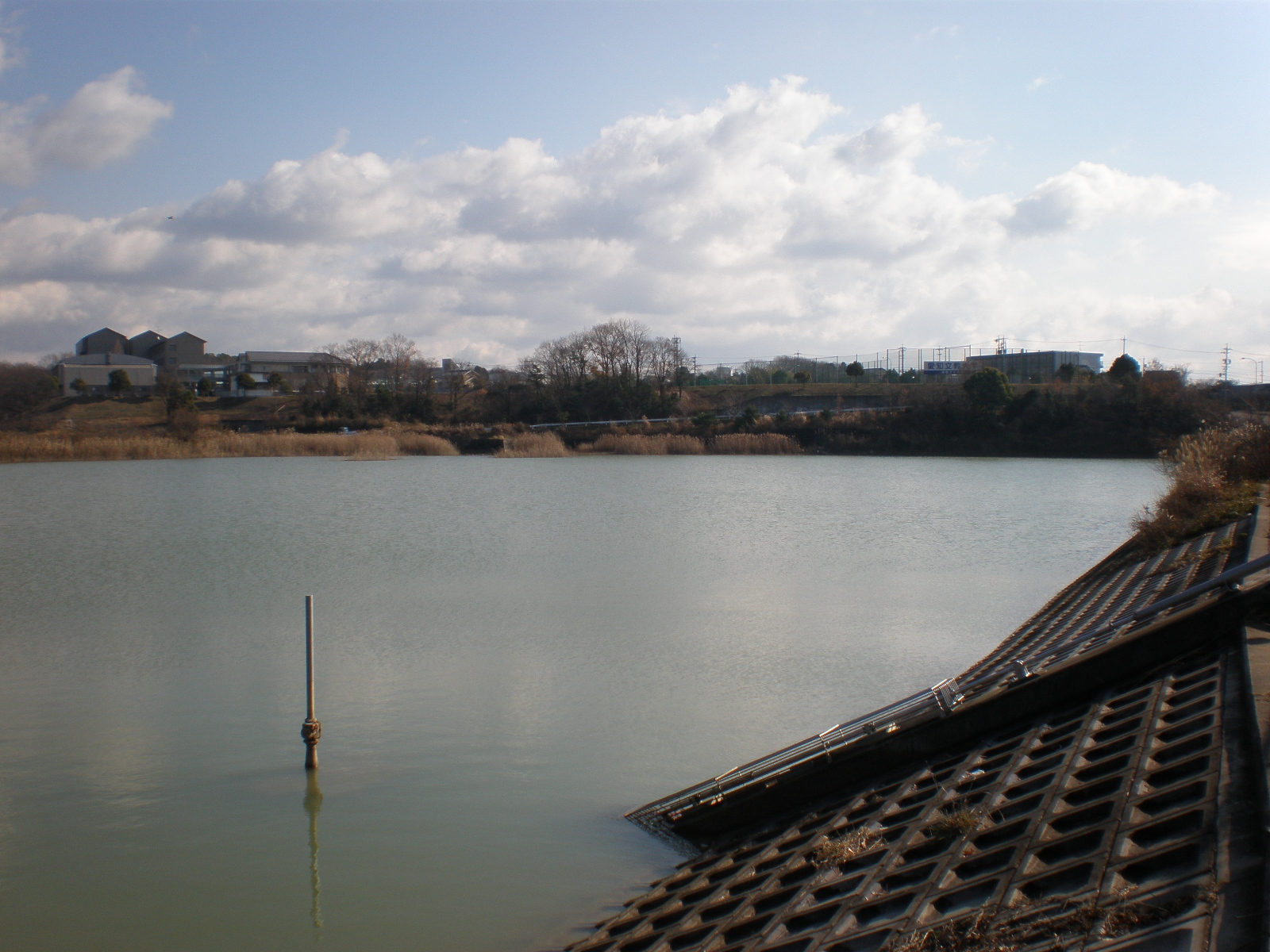
太良（下）池
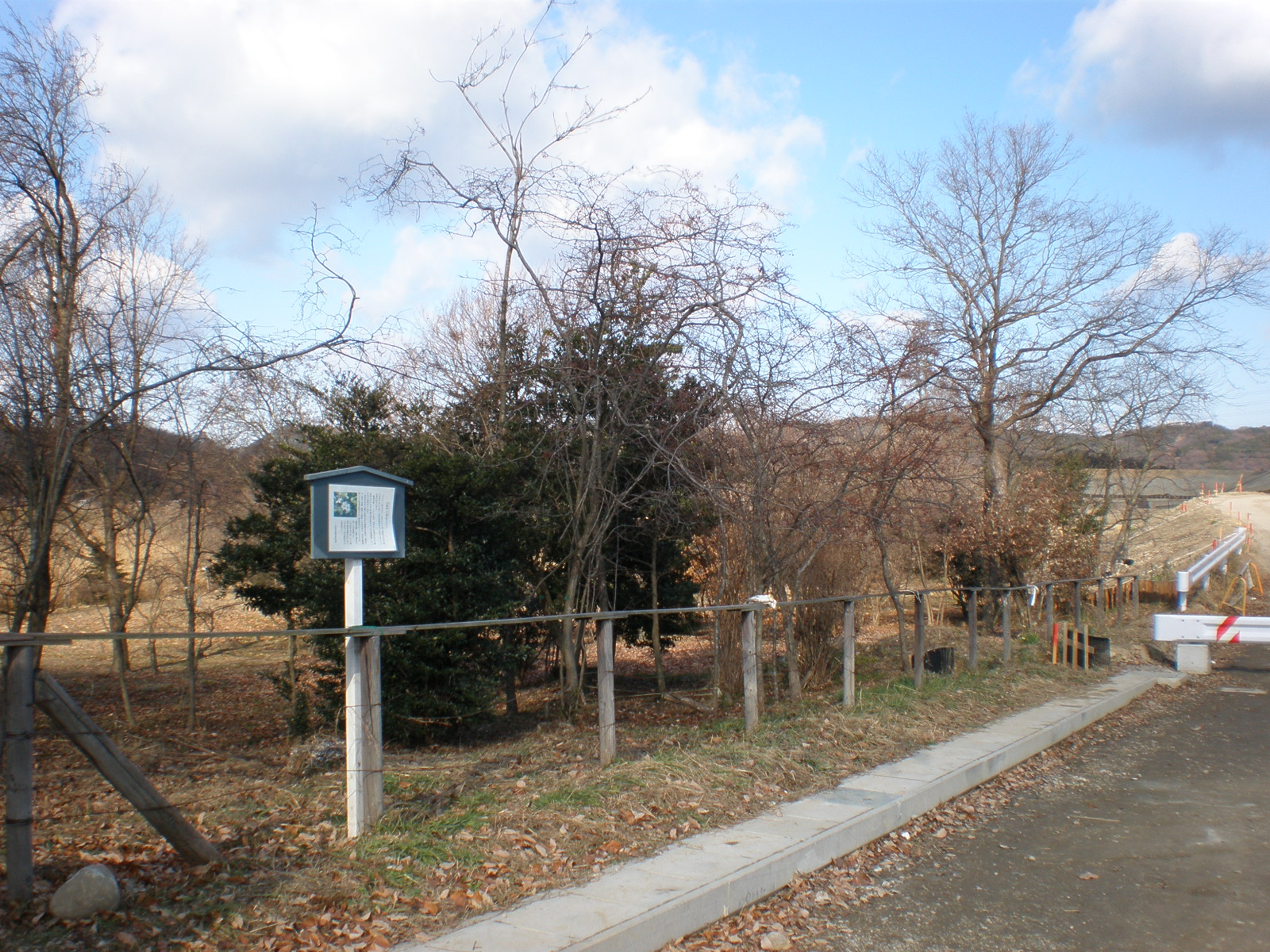
愛知県の天然記念物の「大草のマメナシ自生地」
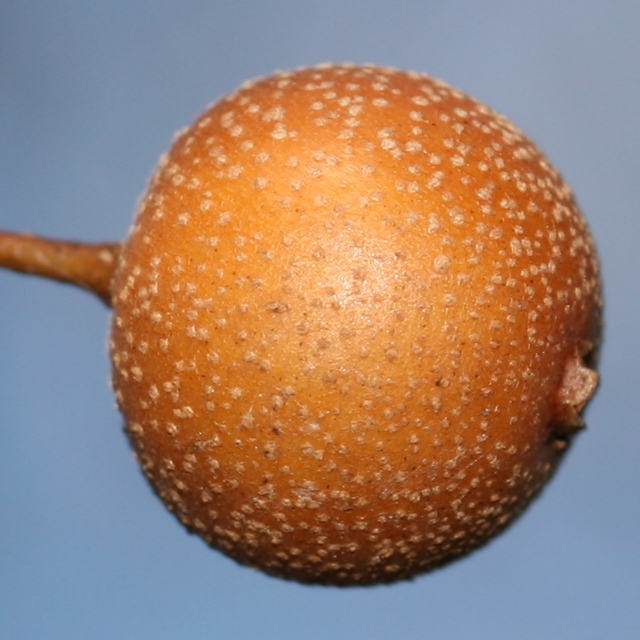
マメナシの果実（直径約1cm）

## 関連書籍
- 『小牧の川・用水～小牧叢書19』小牧市文化財資料研究員会編（小牧市教育委員会、2004年）